# Pedro Miguel Neves
Pedro Miguel Neves, conhecido por Pedro Miguel (nascido em 1968), é um antigo basquetebolista português. Actuava como base.
Jogou primeiro pelo SC Vasco da Gama e pelo FC Porto. Alcançou os melhores resultados da sua carreira no Benfica, onde foi um dos melhores jogadores da sua "Era de Ouro". Conquistou os títulos de Campeão Nacional, por cinco vezes, de 1991 a 1995, e 5 Taças de Portugal. Exercia as funções de capitão do Benfica, quando se viu obrigado a abandonar a competição, em Abril de 2000, devido a uma grave lesão, quando tinha apenas 31 anos.
Jogou 84 vezes pela Seleção Portuguesa de Basquetebol, de 1988 a 1998, sendo um dos seus jogadores mais internacionais.